# El Cajon Transit Center
El Cajon Transit Center es una de las estaciones más importantes del Tranvía de San Diego en El Cajón, California que funciona con la Línea Verde del tranvía de San Diego y la Línea Naranja del tranvía de San Diego. La siguiente estación norte es Avenida Arnele y la siguiente estación Sur es Amaya Drive. Esta línea pasar por Mission Valley y Old town, y la línea Naranja hacia el este y el centro de la ciudad.

## Conexiones
- Con las líneas del Sistema de Tránsito Metropolitano MTS 115, 892 y 894. Esta estación también tiene un autobús expreso hacia el Casino Barona, y para el Centro Comercial Outlet center y Viejas Casino esta la línea 864.